# Asociația de Fotbal a Liechtensteinului

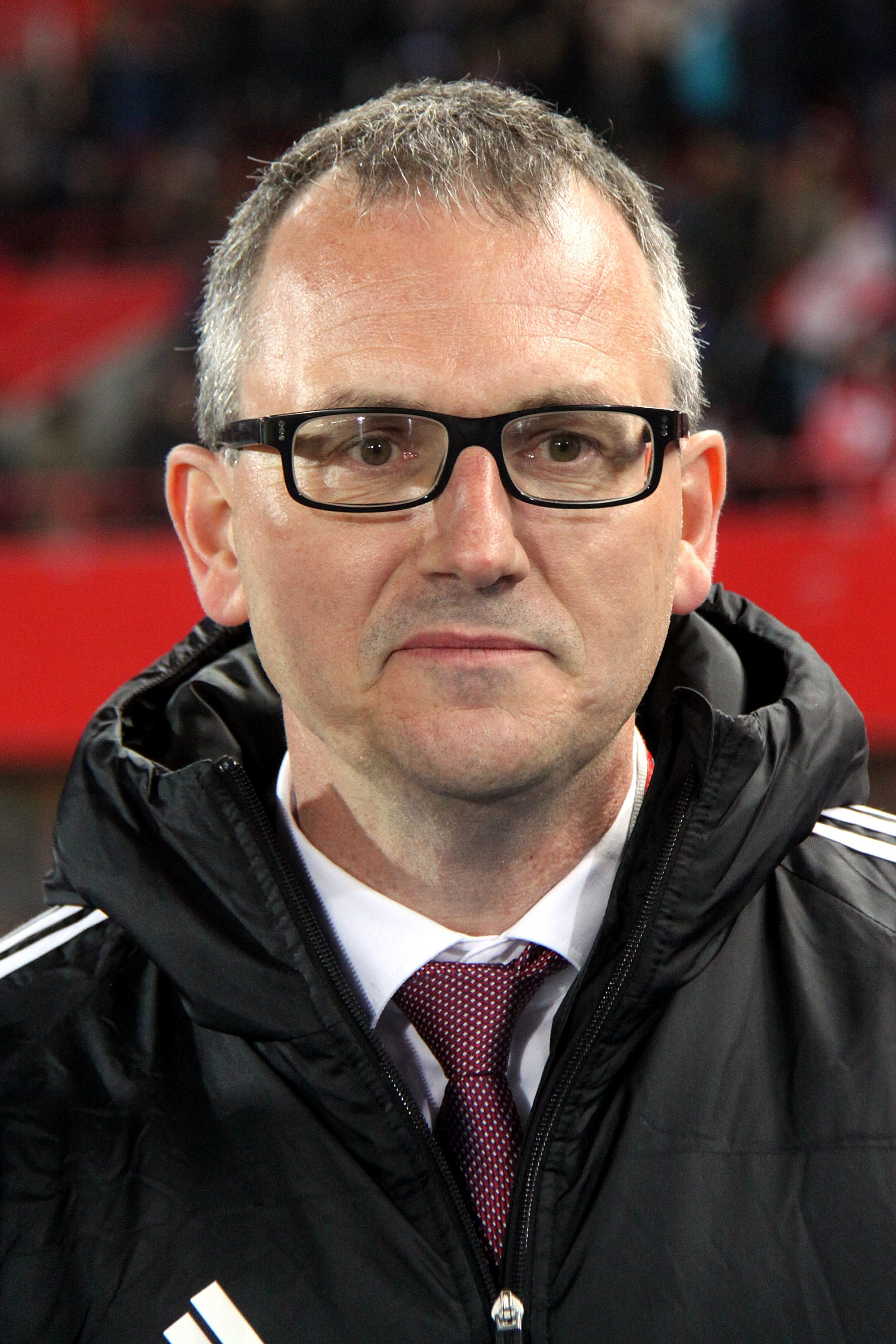
Președintele Hugo Quaderer

Asociația de Fotbal a Liechtensteinului (germană Liechtensteiner Fussballverband) este forul conducător oficial al fotbalului în Liechtenstein, cu sediul în Schaan. Este afiliată la FIFA și UEFA din 1974. Forul organizează Cupa Liechtensteinului și Echipa națională de fotbal a Liechtensteinului. Liechtenstein este singurul membru UEFA fără ligă națională, echipele din această țară jucând în competițiile de fotbal din Elveția.